# Нахема
Нахема, или Наама (ивр. נַעֲמָה‎) — демоническое существо в иудейской мифологии, ангел проституции; восходит к образу библейской Ноемы.
Более подробно демоница описана в каббалистической книге «Зогар» как мать демонов-шедим, подруга Асмодея и соблазнительница ангелов. По содержанию иногда сливалась с образом Лилит (в качестве одной из жён Адама). Впоследствии была осознана как одна (10-я) из клипот, аналогичный обратной стороне Шхины. Нахема изображалась в виде огненной женщины или обнажённой женщины с крыльями летучей мыши.

## Влияние на современную культуру
- Naamah являлась главным отрицательным героем в сериале Dragons in our Midst.
- Nehëmah - французская блэк-метал группа.
- Naamah — польская прогрессив рок/хэви-метал группа.
- «Invocation of Naamah» и «Dark Princess Naamah» — песни шведской симфо-метал группы Therion.
- Nahemah — испанская прогрессив дэт-метал группа.
- В ролевой игре Changeling: the Lost, предательница, называющая себя Наамой, упоминалась как Королева Осеннего Двора Майами.
- Нахема — российская блэк-метал/готик-метал группа.